# Andronico Callisto
Andronico Callisto, griechisch Ἀνδρόνικος Κάλλιστος (* um 1400 in Konstantinopel; † zwischen 1476 und 1487 in London) war ein byzantinischer Gelehrter und Gräzist.

## Leben
Laut dem Romanisten Emilio Bigi wurde Callisto in den ersten Jahren des 15. Jahrhunderts geboren. Während Christian Gottlieb Jöcher in seinem Gelehrten-Lexicon Thessaloniki als Herkunftsort nennt, schließt sich Bigi dem Byzantinisten Silvio Giuseppe Mercati an, dem zufolge Callisto in Konstantinopel geboren wurde. Dort könnte Callisto bereits Theodorus Gaza und Francesco Filelfo kennengelernt haben.

### Auswanderung nach Italien
Entgegen Jöchers Annahme, dass Callisto im Jahr 1453 vor den Türken nach Italien geflohen sei, hält es Bigi für wahrscheinlicher, dass Callisto bereits 1438 zum Konzil von Ferrara/Florenz nach Italien reiste. Dazu passe laut Bigi auch, dass Vespasiano da Bisticci von einem äußerst gelehrten Griechen spricht, der in den Jahren 1441–1444 gemeinsam mit Johannes Argyropulos im Haus von Palla Strozzi in Padua gelebt haben soll.
Zwischen 1453 und 1455 übersiedelte Callisto nach Bologna, wo er 1458 einen Lehrauftrag für Altgriechische Sprache und Literatur an der Universität Bologna übernahm, den er bis 1466 innehatte. Im Jahr 1459 unterbrach Callisto seine Lehrtätigkeit für drei Jahre, um sich nahe dem Haus von Palla Strozzi erneut in Padua niederzulassen. Dort beschäftigte sich Callisto mit den Philosophen Platon und Aristoteles, letzteren verteidigte er auch in einem Pamphlet gegen Michael Apostolios. Callisto verzichtete in seiner Schrift auf persönliche Angriffe und fand daher Zustimmung bei Kardinal Bessarion, der den philosophischen Streitigkeiten ein Ende setzen wollte.
Im Jahr 1466 gab Callistos seine Stellung in Bologna auf, um nach Rom zu gehen. Dort hatte er die Möglichkeit, neben Gaza auch Niccolò Perotti und Bartolomeo Platina kennenzulernen, beides Freunde von Bessarion. Auf dessen Initiative ging Callisto schließlich als Nachfolger von Argyropoulos nach Florenz, wo er seine Lehrtätigkeit wieder aufnahm und die Argonautika des Apollonios von Rhodos ins Italienische übersetzte. Johann Christoph Adelung und Heinrich Wilhelm Rotermund vermuten im Jahr 1784, dass es sich bei Callisto auch um Andronicus Byzantinus handelte, dessen Handschriften in der Biblioteca Medicea Laurenziana in Florenz erhalten sind.

### Auswanderung nach England
Callisto, der zeitlebens arm war, zog im Jahr 1475 nach Mailand, wohl in der Hoffnung auf einen lukrativeren Posten. Dort verkaufte er die Manuskripte, die er besaß, um für das Reisegeld nach Frankreich aufkommen zu können. Für kurze Zeit unterrichtete Callisto an der Universität von Paris und reiste dann weiter nach London, wo er im März 1476 ankam.
Es ist sicher, dass Callisto in London verstarb, daher setzt Mercati den Tod des Gelehrten auf einen beliebigen Zeitpunkt nach 1476 an. Bigi reduziert diesen Zeitraum, indem er 1487 als das späteste mögliche Todesjahr angibt. Laut Jöcher starb Callisto „in sehr hohem Alter“.